# Wireshark
In informatica e telecomunicazioni Wireshark (precedentemente chiamato Ethereal)  è un software per analisi di protocollo o packet sniffer (letteralmente annusa-pacchetti) utilizzato per la soluzione di problemi di rete, per l'analisi (troubleshooting) e lo sviluppo di protocolli o di software di comunicazione e per la didattica, possedendo tutte le caratteristiche di un analizzatore di protocollo standard.

## Descrizione
Le funzionalità  sono molto simili a quelle di tcpdump, ma con un'interfaccia grafica e maggiori funzionalità di ordinamento e filtraggio. Permette all'utente di osservare tutto il traffico presente sulla rete utilizzando la modalità promiscua dell'adattatore di rete. Tipicamente si riferisce alle reti Ethernet, ma è possibile analizzare altri tipi di rete fisica.
È distribuito sotto una licenza Open Source; gira sulla maggior parte dei sistemi Unix e compatibili (inclusi GNU/Linux, Sun Solaris, FreeBSD, NetBSD, OpenBSD e macOS) e sui sistemi Microsoft Windows appoggiandosi al toolkit di grafica multipiattaforma Qt. Riesce a "comprendere" la struttura di diversi protocolli di rete, è in grado di individuare eventuali incapsulamenti, riconosce i singoli campi e permette di interpretarne il significato. Per la cattura dei pacchetti Wireshark non dispone di proprio codice, ma utilizza libpcap/WinPcap, quindi può funzionare solo su reti supportate da libpcap o WinPcap.

### Caratteristiche

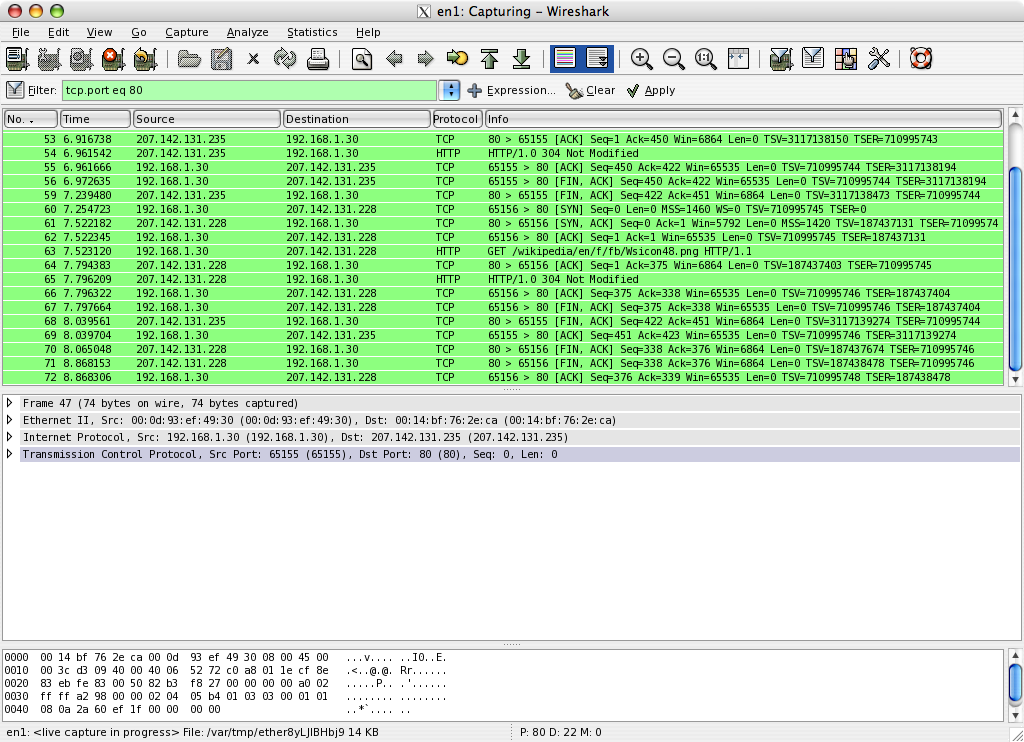
Wireshark su macOS

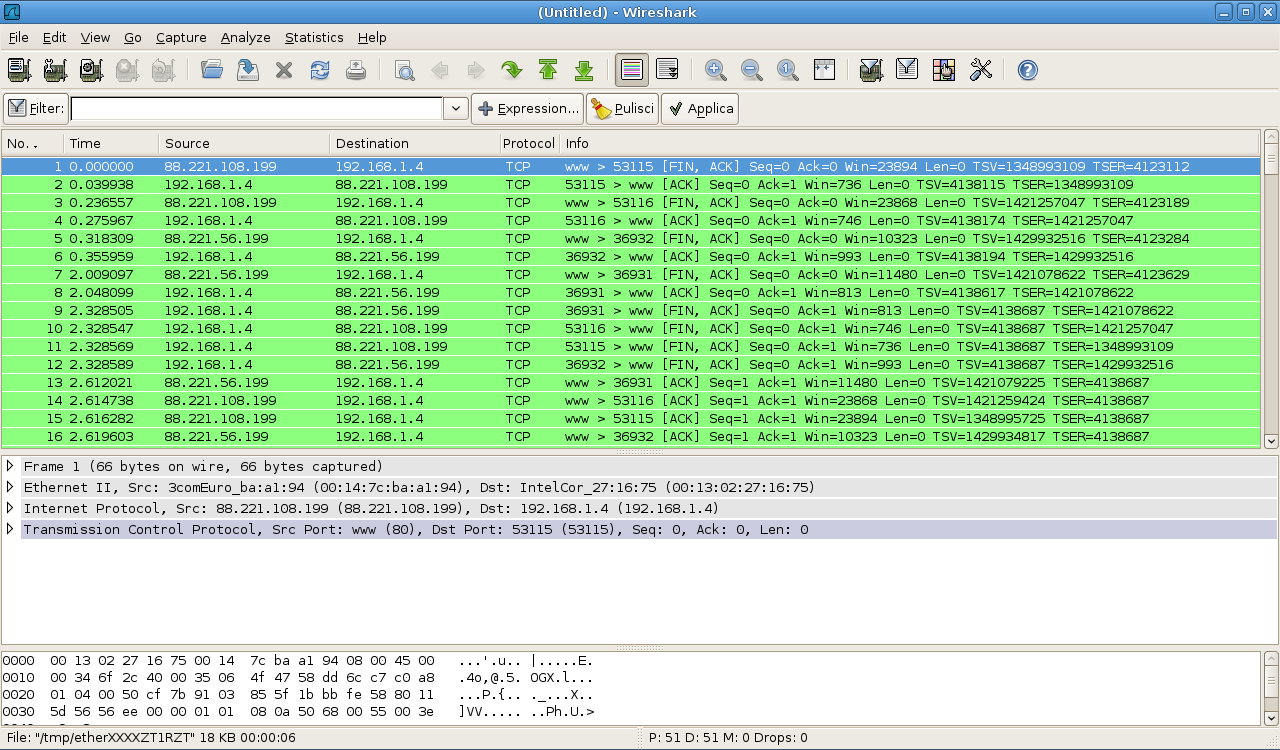
Wireshark su Ubuntu

- È possibile analizzare dati acquisiti in tempo reale su una rete attiva ("from the wire") e analizzare dati salvati precedentemente su file di cattura.
- I dati possono essere acquisiti dal vivo su reti Ethernet, FDDI, PPP, Token Ring, IEEE 802.11, IP classico su ATM, e interfacce di loopback. Non tutti i tipi sono supportati su tutte le piattaforme.
- È possibile analizzare i dati sia tramite interfaccia grafica sia da riga di comando con il programma "tshark"
- I dati catturati su file possono essere facilmente modificati, convertiti o filtrati, tramite opzioni su riga di comando del programma "editcap".
- È possibile filtrare i dati da visualizzare e utilizzare filtri di visualizzazione per colorare o evidenziare selettivamente le informazioni sommarie sui pacchetti.
- È possibile scomporre e analizzare centinaia di protocolli di comunicazione.
- Il software di cattura WinPcap, che in passato doveva essere scaricato separatamente, è ora compreso nel pacchetto.
- La versione a riga di comando Ywireshark permette di lavorare comodamente su sistemi Unix e Unix-like ed è disponibile anche su Windows.

### Sicurezza
Su molte piattaforme catturare traffico a livello base da un'interfaccia di rete richiede adeguati permessi di amministrazione: per questa ragione Wireshark viene spesso eseguito da root anche su piattaforme che non lo richiedono. Durante la cattura di traffico di rete in tempo reale vengono utilizzate le routine di un gran numero di scompositori di protocollo: in caso di bug anche su singole routine si possono presentare seri problemi di sicurezza, con la possibilità di esecuzione di codice da remoto. A causa del gran numero di vulnerabilità verificatesi in passato e dei dubbi sui possibili miglioramenti futuri, OpenBSD ha rimosso Ethereal dai suoi port alla versione 3.6.

### Fork
Nel giugno 2006 il software è stato rinominato da Ethereal a Wireshark quando l'ideatore e principale sviluppatore Gerald Combs ha cambiato città di residenza e datore di lavoro: i diritti sul nome "Ethereal" appartenevano al suo precedente datore di lavoro e i due non hanno trovato un accordo sul suo utilizzo. Combs deteneva il copyright su gran parte del codice (il resto era ridistribuibile sotto GNU GPL), quindi ha utilizzato la Subversion repository di Ethereal come base per il successivo sviluppo di Wireshark. Dato che Ethereal non è più sviluppato né mantenuto, si raccomanda il passaggio a Wireshark.

## Autori
Necessitando di uno strumento per catturare ed analizzare pacchetti di rete, Gerald Combs (laureato in informatica all'Università del Missouri - Kansas City) iniziò a scrivere il codice di Ethereal per uso proprio. Sin dalla prima distribuzione pubblica, avvenuto nel 1998, si verificò una rapida diffusione tra gli addetti ai lavori. Nel tempo hanno contribuito al programma circa 500 sviluppatori, mentre Gerald Combs continua a coordinare il progetto mantenendo il codice complessivo e stabilendo le nuove distribuzioni. La lista completa degli autori è disponibile sul sito.